# ولادو تریچکوو
ولادو تریچکوو (به بلغاری: Vlado Trichkov) روستایی در بلغارستان است که در استان صوفیه واقع شده‌است.